# Preguiça

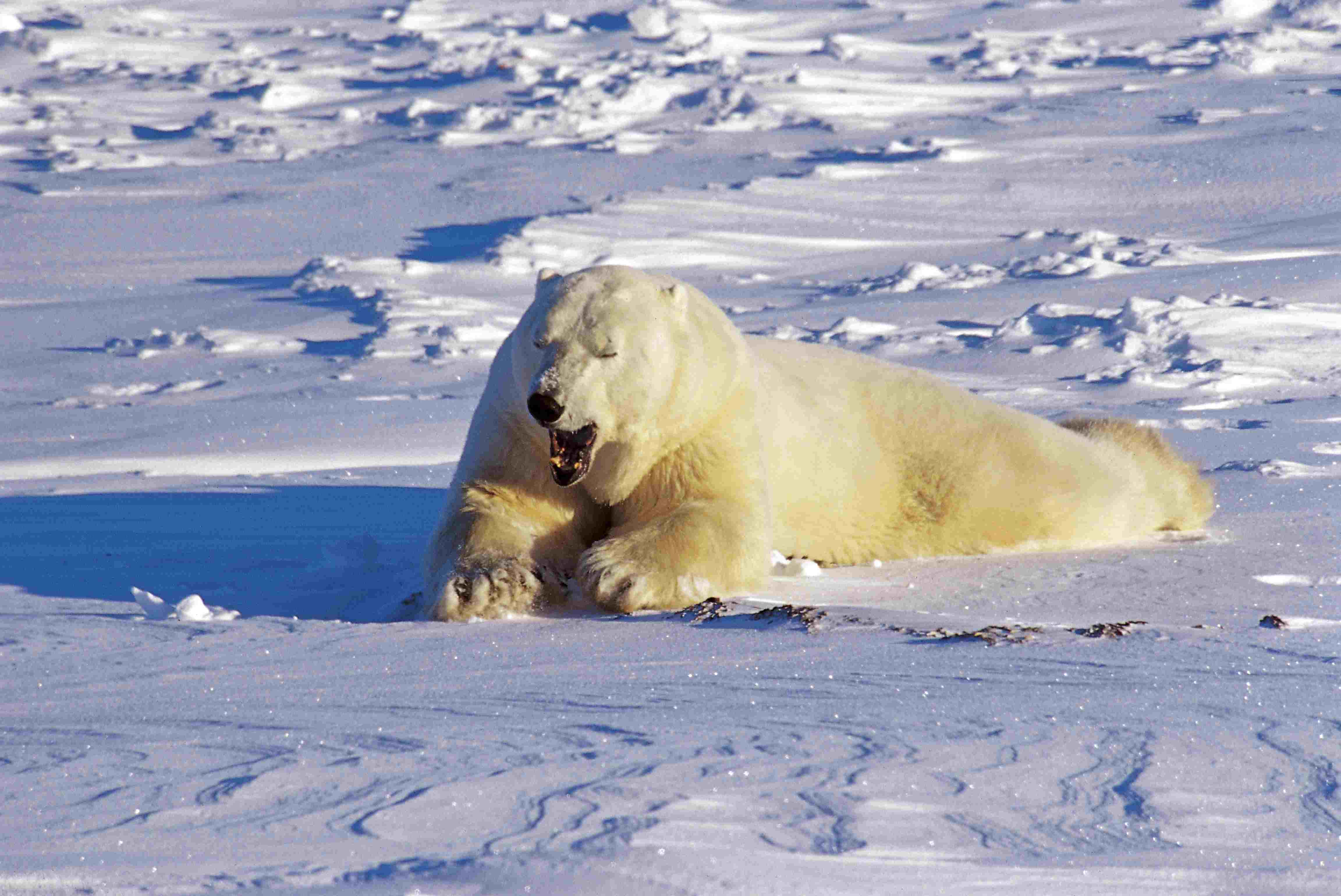
A "preguiça" não é uma característica estritamente humana: na natureza, muitas vezes, é uma forma de preservar energia por longos períodos.

A preguiça (certas vezes chamada de acídia, apesar de não ser o termo mais correto e ser mais usada em contexto religioso) pode ser interpretada como aversão ao trabalho, bem como negligência, morosidade e lentidão.

## Etimologia
É um termo oriundo do latim pigritia, "aversão ao trabalho". Derivado de piger, “preguiçoso”, que alguns acreditam derivado de pinguis, “gordo, volumoso”, pelo sentido de “lento, pesado”, possivelmente com influência do Grego paresis, “enfraquecimento, relaxamento”.

## Descrição
O preguiçoso, conforme o senso comum, é aquele indivíduo avesso a atividades que mobilizem esforço físico ou mental, de modo que lhe é conveniente direcionar a sua vida a fins que não envolvam maiores esforços. 
A preguiça é algo que pode ser combatido e pode ter motivações psicológicas e fisiológicas. Também existem relações da preguiça com a depressão.